# Georges Simenon művei
Georges Simenon művei:

## Maigret-történetek
Lásd még Simenon magyarul megjelent kötetei
- Maigret és a furcsa idegen (Pietr-le-Letton, 1931) – Agave Könyvek, 2014
- Maigret és a Dél Keresztje (Le charretier de la Providence, 1931) – Park Könyvkiadó, 2009
- Maigret és a félarcú ember (M. Gallet décédé, 1931) – Park Könyvkiadó, 2009
- Maigret és a vérfoltos öltöny (Le pendu de Saint-Pholien, 1931) – Agave Könyvek, 2016 (ford. Ertl István)
- Maigret és az idegek harca (La tête d’un homme; L’homme de la Tour Eiffel, 1931) – Agave Könyvek, 2014
- A sárga kutya (Le chien jaune, 1931) – Ifjúsági Könyvkiadó, Bukarest, 1966 (ford. Semlyén István); Európa Könyvkiadó, 1974 (ford. Ötvös Lajos)
- Maigret és a halott gyémántkereskedő (La nuit du carrefour, 1931) – Agave Könyvek, Budapest, 2011 (ford. Felkai Piroska)
- Bűntény Hollandiában (Un crime en Hollande, 1931) – Európa Könyvkiadó, 1975
- A becsületsüllyesztő (Au rendez-vous des Terre-Neuves, 1931) – Rakéta Regényújság, 1990, Maigret és az új-fundlandi randevú – Agave Könyvek, 2019
- A Víg Malom táncosnője (La danseuse du Gai-Moulin, 1931) – Magvető Könyvkiadó, 1973
- Maigret és a víg kompánia (La guinguette à deux sous, 1932) – Agave Könyvek, 2015
- Árnyjáték (L’ombre chinoise, 1932) – Rakéta Regényújság, 1982; Maigret és a három nő – Agave Könyvek, 2014
- A Saint-Fiacre ügy (L’affaire Saint-Fiacre, 1932) – Európa Könyvkiadó, 1974
- Maigret és a flamand lány (Chez les Flamands, 1932) – Agave Könyvek, 2013
- Ködös kikötő (Le port des brumes, 1932) – Magvető Könyvkiadó, 1975
- Őrült a kisvárosban (Le fou de Bergerac, 1932) – Igaz Szó, 1966/7–9.; A bergeraci bolond- Hunga Print kiadó 1994; Maigret és az éjjeli utas – Agave Könyvek, 2022
- Maigret és az egyes számú zsilip (L’écluse no. 1, 1933) – Agave Könyvek, 2016
- Maigret (Maigret, 1934) – Hunga-Print Könyvkiadó, 1994 (ford. Nagy Zsuzsanna) ; Maigret és a mamlasz unokaöcs – Park Könyvkiadó, 2008 (ford. Szántó Judit)
- Liberty bár (Liberty Bar, 1937) – Európa Könyvkiadó, 1991
- Maigret tévedése (Une erreur de Maigret, 1938), Interpress Magazin, 1976/4.
- L’amoureux de Madame Maigret (1938)
- Stan le tueur (1938)
- A vízbefúltak fogadója (L’Auberge aux noyés, 1938) – In: Maigret és a hajnali vendég – Válogatott novellák, Park Könyvkiadó, 2009
- La péniche aux deux pendus (1938)
- L’affaire du Boulevard Beaumarchais (1938)
- Maigret felügyelő megszívja a pipáját (La fenêtre ouverte, 1938) – In: Rakéta Regényújság, 1989/9.
- Hétfő úr (Monsieur Lundi, 1938) – In: Maigret és a hajnali vendég – Válogatott novellák, Park Könyvkiadó, 2009
- Jeumont, 51 minutes d’arrêt (1938)
- Sztearincseppek (Les larmes de bougie, 1938) – Rakéta Regényújság, 1991
- Pigalle utca (Rue Pigalle, 1938) – In: Maigret és a hajnali vendég – Válogatott novellák, Park Könyvkiadó, 2009
- A bayeux-i gazdag özvegy (La vieille dame de Bayeux, 1938) – In: Maigret és a hajnali vendég – Válogatott novellák, Park Könyvkiadó, 2009
- A hajnali vendég (L’Étoile du Nord, 1938) – In: Maigret és a hajnali vendég – Válogatott novellák, Park Könyvkiadó, 2009
- Vihar a Csatorna fölött (Tempête sur la Manche, 1938) – Rakéta Regényújság, 1980
- Mademoiselle Berthe et son amant (1938)
- L’improbable Monsieur Owen (1938)
- Ceux du Grand Café (1938)
- Le notaire du Châteauneuf (1938)
- L’Homme dans la rue (1939)
- Árverés (Vente à la bougie, 1939) – Rakéta Regényújság, 1994
- Maigret és a bíró háza (La maison du juge, 1940) – Park Könyvkiadó, 2006
- A Majestic pincéi (Les caves du Majestic, 1942) – Magvető Könyvkiadó, 1970
- Cécile halála (Cécile est morte, 1942) – Rakéta Regényújság, 1993; Maigret és a titkos szerető – Agave Könyvek, 2019
- Menaces de mort (1942)
- Maigret és a beharangozott gyilkosság (Signé Picpus, 1944) – Agave Könyvek, 2015  (ford. Barta Tamás) ISBN 978 615 55 22 15 4
- Maigret és a csökönyös leányzó (Félicie est là, 1944) – Park Könyvkiadó, 2007
- Maigret és a kiugrott felügyelő (L’Inspecteur Cadavre, 1944) – Park Könyvkiadó, 2008
- Maigret pipája (La pipe de Maigret, 1945 júniusa) – Európa Könyvkiadó, 1985
- Maigret megharagszik (Maigret se fâche, 1945 augusztusa) – Európa Könyvkiadó, 1985
- A ministránsfiú tanúvallomása (Le témoinage de l’enfant de chœur, 1946) – In: Maigret gyanút fog Agave Könyvek, 2011, fordította:Sóvári Judit
- Maigret New Yorkban (Maigret à New York, 1946 márciusa) – Park Könyvkiadó, 2007
- A világ legmakacsabb vendége (Le client le plus obstiné du monde, 1946 májusa) – In: Maigret gyanút fog Agave Könyvek, 2011 Fordította: SóvárI judit
- Maigret gyanút fog (Maigret et l’inspecteur malgracieux, 1946 májusa) – In: Maigret gyanút fog Agave Könyvek, 2011 Fordította: SóvárI Judit
- Nem szokás megölni a szegény fickókat (On ne tue pas les pauvres types, 1946 augusztusa) – In: Maigret gyanút fog Agave Könyvek, 2011 Fordította Sóvári Judit
- Sous peine de mort (novembre 1946)
- Maigret nyaralni megy (Les vacances de Maigret, 1947 novembere) – Agave Könyvek, 2011 Fordította: Bánki Ágnes
- Maigret és a kicsi Albert (Maigret et son mort, 1948 januárja) – Mezőgazdasági Könyvkiadó (Pesti Könyvek), 1990; Maigret és a pikárdiai gyilkosságok – Agave Könyvek, 2018
- Maigret első nyomozása (La première enquête de Maigret, 1913, 1948 októbere) – Európa Könyvkiadó, 1977
- Maigret és a varázslatos sziget (Mon ami Maigret, 1949 februárja) – Park Könyvkiadó, 2009
- Maigret és a vizsgálóbíró (Maigret chez le coroner, 1949 júliusa) – Park Könyvkiadó, 2004
- Madame Maigret barátnője (L’amie de Madame Maigret, 1949 decembere) – Park Könyvkiadó, 2007
- Maigret karácsonya (Un Noël de Maigret, 1950. május) – Kalligram Kiadó, 1997
- Maigret emlékiratai (Les mémoires de Maigret, 1950. szeptember) – Agave Könyvek, 2017
- Maigret és az idős hölgy (Maigret et la vieille dame, 1950 decembere) – Park Könyvkiadó, 2004
- Maigret és az éjszaka örömei (Maigret au « Picratt's », 1950 decembere) – Agave Könyvek, 2012 Fordította: Sóvári Judit
- Maigret albérletben (Maigret en meublé, 1951 februárja) – Magvető Könyvkiadó, 1978
- Maigret és a Langaléta (Maigret et la grande perche, 1951 májusa) – Park Könyvkiadó, 2004
- Maigret és a gengszterek (Maigret, Lognon et les gangsters, 1951 szeptembere) – Agave Könyvek, 2013
- Maigret revolvere (Le revolver de Maigret, 1952 júniusa) – Magvető Könyvkiadó, 1981
- Maigret és a padon üldögélő ember (Maigret et l’homme du banc, 1953) – Európa Könyvkiadó, 1975; Park Könyvkiadó, 2006
- Maigre fél (Maigret a peur, 1953 márciusa) – Hunga-Print Könyvkiadó, 1994
- Maigret csalódik (Maigret se trompe, 1953 augusztusa) – Európa Könyvkiadó, 1991
- Maigret az iskolában (Maigret à l’école, 1953 decembere) – Park Könyvkiadó, 2004
- A titokzatos lány (Maigret et la jeune morte, 1954 januárja) – Ifjúsági Könyvkiadó, Bukarest, 1968 (ford. Majtényi Erik); Maigret és a titokzatos lány – Park Könyvkiadó, 2005 (ford. Vargyas Zoltán)
- Maigret és a miniszter (Maigret chez le ministre, 1954 augusztusa) – Park Könyvkiadó, 2004
- A fej nélküli holttest (Maigret et le corps sans tête, 1955 januárja) – Kolonel Lap- és Könyvkiadó, 1990
- Maigret csapdát állít (Maigret tend un piège, 1955 júliusa) – Európa Könyvkiadó, 1977; Park Könyvkiadó, 2005
- Maigret kudarcot vall (Un échec de Maigret, 1955 márciusa) – Park Könyvkiadó, 2004; Maigret kudarca – Tükör, 1964
- Maigret szórakozik (Maigret s’amuse, 1956 szeptembere) – Európa Könyvkiadó, 1979
- Maigret utazása (Maigret voyage, 1957 augusztusa) – Hunga-Print Könyvkiadó, 1995
- Maigret aggályai (Les scrupules de Maigret, 1957 decembere) – Park Könyvkiadó, 2006
- Maigret és a makrancos tanúk (Maigret et les témoins récalcitrants, 1958 októbere) – Park Könyvkiadó, 2006
- Maigret vallomása (Une confidence de Maigret, 1959 májusa) – Hunga-Print Könyvkiadó, 1995
- Maigret az esküdtszéken (Maigret aux assises, 1959 novembere) – Európa Könyvkiadó, 1985
- Maigret és az öreg szerelmesek (Maigret et les vieillards, 1960 júniusa) – Park Könyvkiadó, 2006
- Maigret és a lusta betörő (Maigret et le voleur paresseux, 1961 januárja) – Magvető Könyvkiadó, 1968
- Maigret és a becsületes emberek (Maigret et les braves gens, 1961 szeptembere) – Magvető Könyvkiadó, 1980
- Maigret és a szombati kliens (Maigret et le client du samedi, 1962 februárja) – Magvető Könyvkiadó, 1968
- Maigret és a hajléktalan (Maigret et le clochard, 1962 májusa) – Park Könyvkiadó, 2004
- Maigret dühbe gurul (La colère de Maigret, 1962 júniusa) – Park Könyvkiadó, 2004
- Maigret és a fantom (Maigret et le fantôme, 1963 júniusa) – Park Könyvkiadó, 2004
- Maigret védekezik (Maigret se défend, 1964 júliusa) – Magvető Könyvkiadó, 1976; Hunga-Print Könyvkiadó, 1994
- A türelmes Maigret (La patience de Maigret, 1965 márciusa) – Magvető Könyvkiadó, 1974 (ford. Rayman Katalin); Maigret türelmes – Park Könyvkiadó, 2005 (ford. Vargyas Zoltán)
- Maigret és a hazudós szeretők (Maigret et l’affaire Nahour, 1966 februárja) – Park Könyvkiadó, 2005
- Maigret-t meglopják (Le voleur de Maigret, 1966 novembere) – Európa Könyvkiadó, 1979
- Maigret Vichyben (Maigret à Vichy, 1967 szeptembere) – Magvető Könyvkiadó, 1982
- Maigret habozik (Maigret hésite, 1968 januárja) – Európa Könyvkiadó, 1975
- Maigret osztálytársa (L’ami d’enfance de Maigret, 1968 júniusa) – Park Könyvkiadó, 2005
- Maigret és a gyilkos (Maigret et le tueur, 1969 áprilisa) – Park Könyvkiadó, 2005
- Maigret és a borkereskedő (Maigret et le marchand de vin, 1969 szeptembere) – Európa Könyvkiadó, 1986
- Maigret és a bolond öregasszony (La folle de Maigret, 1970 májusa) – Európa Könyvkiadó, 1974
- Maigret és a magányos férfi (Maigret et l’homme tout seul, 1971 februárja) – Park Könyvkiadó, 2004
- Maigret és a törpe (Maigret et l’indicateur, 1971 júniusa) – Park Könyvkiadó, 2006
- Maigret és a csapodár közjegyző (Maigret et Monsieur Charles, 1972 februárja) – Park Könyvkiadó, 2007

## Egyéb regények
- Le relais d’Alsace (juillet 1931)
- Az elátkozott hajó (Le passager du Polarlys, 1932) – Agave Kiadó, 2013 (ford. Barta Tamás)
- La maison du canal (1933)
- Monsieur Hire jegyessége (Les fiançailles de M. Hire, 1933) – Könyvfakasztó Kiadó, 2006 (ford. Árokszállásy Zoltán)
- Le coup de lune (1933)
- Néger negyed (Quartier negre, 1935) – Révai, 1946 (ford. Rónay György)
- A gyilkos (L’assassin, 1935) – Agave Kiadó, 2014 (ford. Ertl István)
- 45° à l’ombre (1936)
- Az örökös (Le testament Donadieu, 1937)
- Aki a vonatokat nézte (L’homme qui regardait passer les trains, 1938) – Agave Kiadó, 2013 (ford. Barta Tamás)
- La Marie du port (1938)
- Le bourgmestre de Furnes (1938)
- Az özvegy (La veuve Couderc, 1940) – Agave Kiadó, 2012 (ford. Sóvári Judit)
- La vérité sur Bébé Donge (1940)
- Les rapports du gendarme (1941)
- Le voyageur de la Toussaint (1941)
- A műhiba (Bergelon, 1941) – Agave Kiadó, 2015 (ford. Barta Tamás…)
- Pedigree (1943)
- L’aîné des Ferchaux (1943)
- La révolte du Canari (1944)
- Le deuil de Fonsine (janvier 1945)
- Madame Quatre et ses enfants (janvier 1945)
- Le Cercle des Mahé (1945)
- Trois chambres à Manhattan (1946)
- Un certain monsieur Berquin (août 1946)
- L’escale de Buenaventura (août 1946)
- Les petits cochons sans queue (novembre 1946)
- Le petit restaurant des Ternes (janvier 1947)
- Le petit tailleur et le chapelier (mars 1947)
- La neige était sale (1948)
- A kísértetek (Les fantômes du chapelier, 1949) – Agave Kiadó, 2011 (ford. Felkai Piroska)
- Le temps d’Anaïs (1950)
- Les volets verts (1950)
- Hét kis kereszt (Sept petites croix dans un carnet, 1950 szeptembere) – Kalligram Kiadó, 1997
- A bűnbak (La mort de Belle, 1952) – Agave Kiadó, 2021 (ford. Barta Tamás)
- Antoine et Julie (1952)
- Le grand lot (1953)
- Le grand Bob (1954)
- Az evertoni órásmester (L'Horloger d'Everton, 1954) – Agave Kiadó, 2018 (ford. Barta Tamás) ISBN 978 963 41 92 66 4
- Le passage de la ligne (1958)
- Dimanche (1958)
- La vieille (1959)
- Betty (1960)
- A vonat (Le train) (1961)
- Les anneaux de Bicêtre (1962)
- Le petit saint (1964)
- La chambre bleue (1964)
- Le train de Venise (1965)
- La mort d’Auguste (1966)
- A macska (Le chat, 1967) – Európa Kiadó, 1970 (ford. Rubin Péter)
- A költözködés (Le déménagement, 1967) – Európa Kiadó, 1970 (ford. Rubin Péter)
- Le riche homme (1970)
- Quand j’étais vieux (1970)
- Lettre à ma mère (1974)
- A londoni férfi (L’homme de Londres, 1976) – Európa Könyvkiadó, 1986

## Külső hivatkozások
- A Park Kiadó Maigret-katalógusa PDF